# Carlos Aponte
Carlos Aponte Benítez (Tunja, 24 gennaio 1939 – Bogotà, 1º agosto 2008) è stato un calciatore colombiano, di ruolo difensore.

## Carriera
Con l'Independiente Santa Fe fu campione di Colombia nel 1960 e nel 1966.
Prese parte con la Nazionale colombiana al Mondiale del 1962 e al Campeonato Sudamericano del 1963